# زيد (دي جيه)
أنتون زاسلافسكي (بالروسية: Антон Заславский)‏ ويُعرف أيضاً بـ زيد، وهو منتج موسيقى إلكترونية ودي جي روسي ألماني وُلد في يوم 2 سبتمبر 1989 في مدينة ساراتوف في جمهورية روسيا السوفيتية الاتحادية الاشتراكية في الاتحاد السوفيتي ويعيش حاليا في مدينة كايسرسلاوترن في ألمانيا أغنيته احتلت المراتب الأولى في المملكة المتحدة. كذالك هو الأمر لأغنيته مع المغنية الكندية أليسيا كارا (Alessia Cara) بعنوان إبقي "stay" التي حققت نجاحاً كبيراً بحلولها في المركز السابع في ترتيب بيلبورد الأمريكي. لديه في سجله الموسيقي عدد من الأغاني الأخري أهمها «بيوتيفول ناو» (beautiful now) مع المغني الأمريكي جون بليون وأغنية ستاي ذو نايت (stay the night) مع هايلي ويليامز (Hayley Williams).

## روابط خارجية
- زيد على موقع IMDb (الإنجليزية)
- زيد على موقع ميوزك برينز (الإنجليزية)
- زيد على موقع رولينغ ستون (الإنجليزية)
- زيد على موقع أول ميوزيك (الإنجليزية)
- زيد على موقع ديسكوغز (الإنجليزية)
- زيد على موقع قاعدة بيانات الفيلم (الإنجليزية)